# COTS Demo Flight 2
COTS Demo Flight 2 byl druhý testovací let kosmické lodi Dragon vyrobené firmou SpaceX. Jednalo se zároveň o třetí pokusný let společnosti s raketou Falcon 9. Start proběhl dne 22. května 2012 z letecké základny na mysu Canaveral, mise skončila úspěšně 31. května 2012 návratem modulu Dragon do Tichého oceánu.

## Plán mise

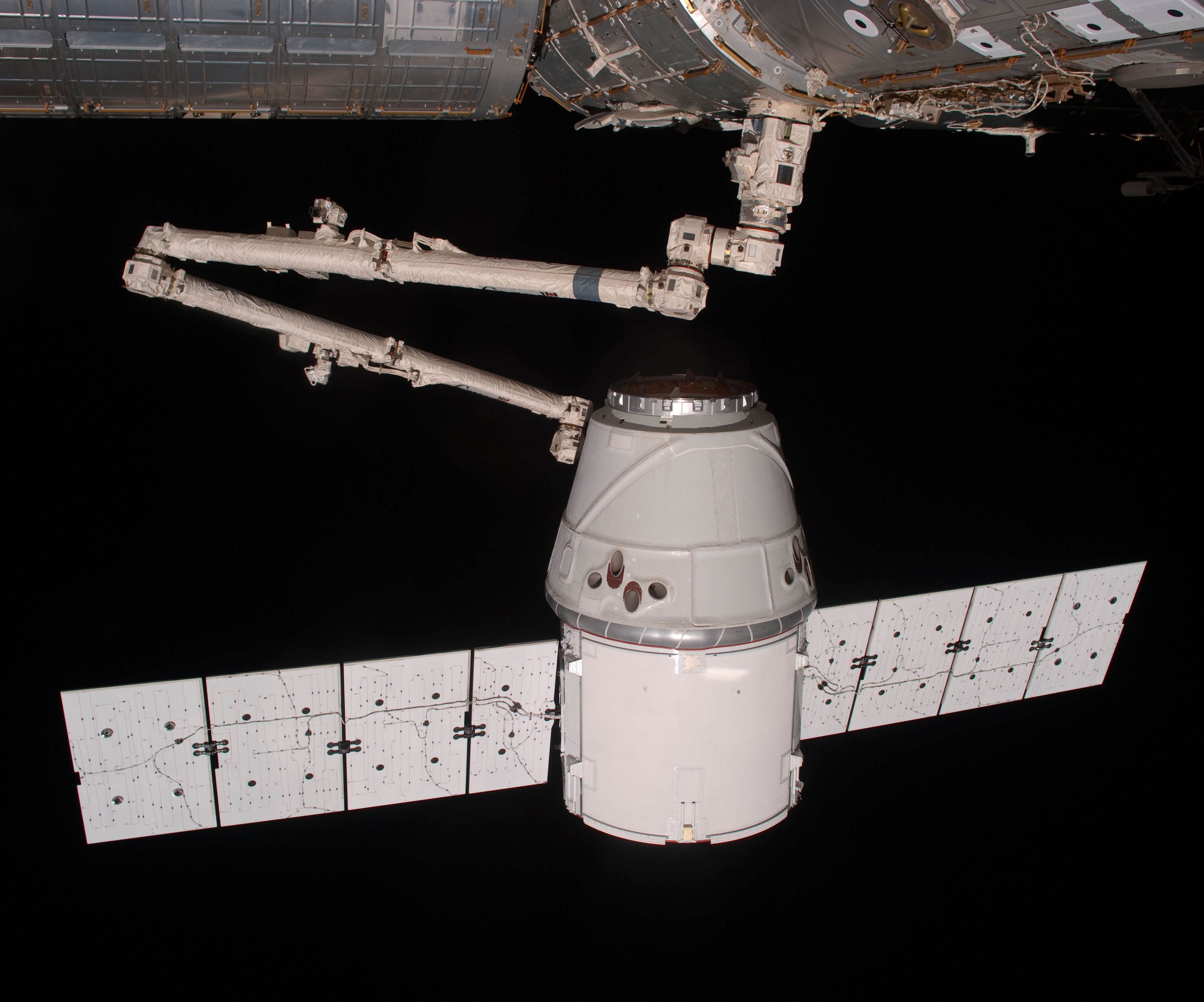
Komerční nákladní loď Dragon společnosti SpaceX je na Mezinárodní vesmírné stanici uchopena robotickým ramenem Canadarm2

Podle plánů mělo v rámci mise dojít k prvnímu spojení americké lodi s Mezinárodní vesmírnou stanicí od ukončení letu amerických raketoplánů. Také se mělo jednat o úplně první vesmírné spojení, které provede komerční loď. Let byl provozován v rámci NASA v programu COTS, jehož účelem je vyvinout a předvést komerční způsoby k zásobování Mezinárodní vesmírné stanice.
Původně mělo v rámci mise dojít pouze k průletu okolo stanice, k testování manévrů a komunikace, ale v červenci 2011 NASA povolila sloučit původní cíle misí COTS 2 a COTS 3 do jednoho letu. Mělo dojít tedy nejprve k testování, a pokud by vše šlo podle plánu, pak se pomocí Canadarm2 měla loď spojit se stanicí a zůstat zde zhruba týden, aby osádka stanice mohla vyložit a naložit náklad. Pak se měl Dragon odpojit a vrátit se na Zemi, přičemž měl přistát do Tichého oceánu blízko pobřeží Kalifornie.

## Náklad
Přetlakový prostor obsahoval 520 kilogramů nákladu pro Mezinárodní vesmírnou stanici, zejména potraviny, vodu a oblečení.

## Průběh letu

### 22. května (1. den, start)
Start proběhl dne 22. května v 7:44 UTC (tedy 3:44 místního času). Po zhruba 180 sekundách se oddělili první stupeň a po jeho oddělení se zažehl druhý stupeň. Po zhruba devíti minutách od startu dosáhl úvodní oběžné dráhy a roztáhl solární panely. V této části letu také začalo provádění testů.

### 31. května (přistání)
Modul Dragon dopadl 31. května v pořádku do Tichého oceánu.